# Diapetimorpha ruficoxa
Diapetimorpha ruficoxa là một loài tò vò trong họ Ichneumonidae.